# 所沢市立向陽中学校
所沢市立向陽中学校（ところざわしりつ こうようちゅうがっこう）は、埼玉県所沢市向陽町にある市立中学校。

## 沿革
- 1971年(昭和46年)4月1日に所沢第二中学校として創立。同年7月1日に向陽中学校へ改称し、7月1日を開校記念日としている。

- 2010年初頭に武道場が完成。それまでは、所沢市内で唯一武道場が無い中学校であったが、完成により所沢市内全ての中学校に武道場が設置された。体育の授業の他、剣道部の活動場所、学年集会の会場として利用されている。この武道場の設置は、所沢市長で、本校卒業生の藤本正人の尽力によると言われている。

## 学校教育目標
自主・自立の精神を持ち、心身ともに健全な生徒の育成
1. 自ら学ぶ生徒
2. 心温かな生徒
3. たくましい生徒

## 部活動
運動部
- 陸上部
- 卓球部
- テニス部
- 剣道部
- サッカー部
- 野球部
- バスケットボール部
  - 1983年 - 男子部が全国中学校バスケットボール大会にて準優勝。
- バレーボール部

文化部
- 科学部
- コーラス部
- 美術部
- 英語部
- ブラスバンド部(吹奏楽部)

## 委員会
- 学級委員会
- 保健安全委員会
- 体育委員会
- 環境委員会
- 図書委員会
- 給食委員会
- 生活委員会
- 放送委員会
- 選挙管理委員会

## 主な卒業生
- 竹野内豊（俳優）
- 後藤浩（競艇選手）
- 貫輪久美子（音楽家）
- 髙木亮太（アーティスト）
- 山﨑福也（プロ野球選手）
- 藤本正人（政治家）
- 越村友一（俳優）
- 浅川梨奈（アイドル、女優）
- 加野伶（YouTuber、YouTuber）

## 所在地・交通
埼玉県所沢市向陽町2124
- 西武新宿線新所沢駅西口より徒歩15分～20分(約1,400m)
- 西武池袋線小手指駅北口より徒歩20分～25分(約1,700m)
- 所沢市内循環バス・ところバス北路線「向陽町」停留所より徒歩5分～8分(約500m)